# Василевский, Борис Александрович
Бори́с Алекса́ндрович Василе́вский (р. 22 марта 1939, Москва) — русский писатель, журналист. Автор романа, повестей, рассказов, очерков и эссеистики, посвящённых психологическим коллизиям и проблемам становления личности, истории, культуре и природе Чукотки.

## Биография
Поступил в Московский институт стали и сплавов, сдав первую сессию, ушёл из института, уехал в Сибирь, на Ангару, на устье Илима. Работал маляром, разнорабочим, счётчиком геологии, коллектором на буровой. (Об этом — в автобиографической повести «Весна на железной дороге».) Вернувшись из Сибири, поступил на филологический факультет МГУ, учась, подрабатывал землекопом, грузчиком. В 1964 году, окончив университет с рекомендацией в аспирантуру, уехал на Чукотку. Несколько лет жил в посёлке Уэлен Магаданской области, работал учителем. Вернувшись в Москву, работал в журнале «Пожарное дело».
Член Союза писателей с 1975 года.

## Творчество
Первые рассказы и очерки печатались в «Учительской газете», журнале «Вокруг света» Тексты публиковались также в журналах «Новый мир», «Дружба народов», «Историк и художник», «Мир Севера», «Смена», еженедельнике «Литературная Россия», в составе книжных антологий и др. Первая книжная публикация вышла в Магадане.
Уехав с Чукотки, писатель вновь и вновь возвращался туда, многие страницы его прозы и публицистики посвящены истории, древней и новой культуре, обычаям, природе и людям края. Тема Севера присутствует и в текстах, где автор обращается к проблемам становления личности, нравственно-психологическим коллизиям, философским и экзистенциальным вопросам.
Автор посвящённых Северу сборников рассказов и очерков — «Где Север?» (1974), «Цвет и линия Севера» (1978), «Длинная дорога в Уэлен» (1980), «На берегах Омолона» (1985), документального повествования «Снега былых времён» (1987), книги «Заря космической эры, или Русская Атлантида» (2010).
Автор посвящённых проблемам становления личности и психологическим коллизиям сборников рассказов и повестей «Весна на железной дороге» (1979), «Окна» (1981), «Для дерева есть надежда» (1983), «Отчёт» (1983), «Слова» (1986), романа «Конечная Земля» (1988); эссеистических сборников «Урна с прахом» (2000), «Русский Робинзон, или Шло бы оно всё» (2003) и др.

## Критика
Выделяя в творчестве Василевского линию «осмысления отношений человека и природы», критик Н. Ягодинцева отмечает восприятие автором природы как «одухотворённого и осмысленного мира», одновременно подчёркивая и «некоторую отстранённость» такого восприятия и принадлежность центрального места в прозе рассказчику:
Проза Василевского многотемна, её эмоциональный спектр полон прихотливых переходов, а при всей «населённости» произведений центральным всегда остаётся рассказчик, его воспоминания и переживания. Погружение читателя в текст происходит постепенно — некоторая первоначальная отстранённость быстро сменяется доверием и интересом, а в финале — живым сочувствием… Рассказчик постепенно превращается в собеседника, повествование изнутри «подсвечивается» лиризмом — тем русским пронзительным ощущением жизни, которое соединяет природу внутри и вне человека в единое неделимое целое.
Характеризуя авторскую манеру как «лирическую и ироническую одновременно», как своеобразие писателя, «Журнальный зал» отмечает «меткость наблюдений, яркость описаний и оригинальность мысли».
Отмечая, что рассказы «сделаны» «умелой и талантливой рукой», С. Н. Есин считает, что есть и «вопрос о претензиях, о собственной самооценке» автора.

### На русском языке

#### Книги
- Где Север?. — М.: Сов. писатель, 1974.
- Цвет и линия Севера. — М.: Сов. Россия, 1978. — 96 с. — (Писатель и время). — 30 000 экз.
- Весна на железной дороге : повести. — М.: Сов. писатель, 1979. — 392 с. — 30 000 экз.
- Длинная дорога в Уэлен. — М.: Сов. Россия, 1980. — 288 с. — (По земле российской). — 50 000 экз. — ISBN 5-1397541-А.
- Окна : рассказы и повесть. — М.: Современник, 1981. — 352 с. — (Новинки «Современника»). — 50 000 экз.
- Для дерева есть надежда : рассказы. — М.: Сов. писатель, 1983. — 400 с. — 100 000 экз.
- Отчёт : рассказы. — М.: Мол. гвардия, 1983. — 288 с. — 100 000 экз.
- На берегах Омолона. — М.: Сов. Россия, 1985. — 80 с. — (Писатель и время). — 10 000 экз.
- Слова : повести. — М.: Сов. Россия, 1986. — 336 с.
- Снега былых времён : Документальное повествование. — М.: Сов. писатель, 1987. — 448 с. — 30 000 экз.
- Конечная Земля : роман. — М.: Современник, 1988. — 432 с. — 50 000 экз. — ISBN 5-270-00031-8.
- Урна с прахом. — М.: МГО СП России, 2000. — 128 с. — 500 экз.
- Русский Робинзон, или Шло бы оно всё. — М.: МГО СП России, 2003. — 70 экз. — ISBN 5-7949-0160-8.
- Заря космической эры, или Русская Атлантида. — Тобольск: Обществ. благотворит. фонд «Возрождение Тобольска», 2010. — 680 с. — (Б-ка альм. «Тобольск и вся Сибирь»). — ISBN 5-7235-0322-7.[20][21]
- Весна на железной дороге. Детство в деревне. Отрочество в городе : повести. — М.: Книжница, 2014. — 304 с.

#### Рассказы, очерки, эссе
- Дом // Смена : журнал. — М., 1977. — № 1204.
- Путешествие // Смена : журнал. — М., 1979. — № 1240.
- Осенняя работа (недоступная ссылка — история) // Литературная Россия. — М., 1990. — Вып. 21 сентября, № 38.
- Ностальгия по ностальгии // Дружба народов : журнал. — 1997. — № 11. Архивировано 22 июля 2014 года.
- Коктейль у президента // Дружба народов. — 1998. — № 12.
- Русский Робинзон, или «Шло бы оно всё…» // Дружба народов. — 2000. — № 5. Архивировано 22 июля 2014 года.
- Новый Цинциннат, или Много ли слону яблок надо // Дружба народов. — 2002. — № 5.
- Заря космической эры, или Русская Атлантида (Начало) // Дружба народов. — 2003. — № 8.[22]
- Последняя охота (Кое-что из жизни грибов, а заодно и людей) // Дружба народов. — 2004. — № 7.
- Заря космической эры, или Русская Атлантида (Окончание) // Дружба народов. — № 8.
- Другая жизнь и город дальний // Дружба народов. — 2006. — № 4.
- Кот, спящий на Хемингуэе // Дружба народов. — 2009. — № 6.
- Когда огурец пахнет корюшкой // Мир Севера. — 2010. — № 1. — С. 23—29.
- Уэленский дневник (Начало) // Мир Севера. — 2012. — № 3. — С. 41—80.
- Уэленский дневник (Окончание) // Мир Севера. — 2013. — № 2. — С. 65—75.

#### Статьи, рецензии
- Хождение к Семёну Дежнёву // Памятники Отечества. — М., 1977. — № 3.
- Снега былых времён: Вместо рецензии = [Рец. на сб.: Чукотская литература: Материалы и исследования] // Мир Севера. — 2008. — № 2. — С. 50—68.

### На иностранных языках
- Vassilevsky B. Where is the North? / transl. from the Russian by R. Vroon. — Moscow: Progress Publihers, 1977. — 288 p. — 33 350 экз.
- Wasilewsky B. Wiosna na kolei : powieść w nowelach / tłumacz. J. Krumholz. — Warszawa: Państwowy Instytut Wydawniczy, 1984. — 278 p. — (KIK Klub Interesującej Książki).